# Natație la Jocurile Olimpice de vară din 2020 - 400 m liber (masculin)
Proba de înot 400 de metri liber masculin de la Jocurile Olimpice de vară din 2020 a avut loc în perioada 24-25 iulie 2021 la Tokyo Aquatics Centre.
Medalia de aur a fost câștigată de tunisianul Ahmed Hafnaoui, cea de argint a fost câștigată de australianul Jack McLoughlin, iar cea de bronz americanul Kieran Smith.

## Recorduri
Înaintea acestei competiții, recordurile mondiale și olimpice erau următoarele:
| Record  | Atlet                 | Timp    | Loc                    | Data          |
| ------- | --------------------- | ------- | ---------------------- | ------------- |
| Mondial | Paul Biedermann (GER) | 3:40,07 | Roma, Italia           | 26 iulie 2009 |
| Olimpic | Sun Yang (CHN)        | 3:40,14 | Londra, Marea Britanie | 28 iulie 2012 |

## Program
Orele sunt ora Japoniei (UTC+9) 
| Data                    | Timp  | Etapă      |
| ----------------------- | ----- | ---------- |
| Sâmbătă, 24 iulie 2021  | 19:00 | Calificări |
| Duminică, 25 iulie 2021 | 10:30 | Finala     |

## Rezultate

### Calificări
Înotătorii cu cei mai buni 8 timpi se califică în finală, indiferent de cursa de calificare în care participă. 
| Loc | Cursă | Culoar | Sportiv              | Țară                       | Timp    | Note            |
| --- | ----- | ------ | -------------------- | -------------------------- | ------- | --------------- |
| 1   | 4     | 2      | Henning Mühlleitner  | Germania                   | 3:43,67 | C               |
| 2   | 4     | 3      | Felix Auböck         | Austria                    | 3:43,91 | C               |
| 3   | 4     | 4      | Gabriele Detti       | Italia                     | 3:44,67 | C               |
| 4   | 5     | 4      | Elijah Winnington    | Australia                  | 3:45,20 | C               |
| 5   | 5     | 5      | Jack McLoughlin      | Australia                  | 3:45,20 | C               |
| 6   | 5     | 2      | Kieran Smith         | Statele Unite ale Americii | 3:45,25 | C               |
| 7   | 5     | 1      | Jake Mitchell        | Statele Unite ale Americii | 3:45,38 | C               |
| 8   | 4     | 8      | Ahmed Hafnaoui       | Tunisia                    | 3:45,68 | C               |
| 9   | 3     | 5      | Antonio Djakovic     | Elveția                    | 3:45.82 | Record național |
| 10  | 5     | 6      | Marco De Tullio      | Italia                     | 3:45,85 |                 |
| 11  | 4     | 7      | Guilherme Costa      | Brazilia                   | 3:45,99 |                 |
| 12  | 4     | 6      | Lukas Märtens        | Germania                   | 3:46,30 |                 |
| 13  | 4     | 5      | Danas Rapšys         | Lituania                   | 3:46,32 |                 |
| 14  | 3     | 7      | Marwan El-Kamash     | Egipt                      | 3:46,94 |                 |
| 15  | 3     | 1      | Kregor Zirk          | Estonia                    | 3:47,05 | Record național |
| 16  | 2     | 4      | Alfonso Mestre       | Venezuela                  | 3:47,14 |                 |
| 17  | 3     | 4      | Aleksandr Yegorov    | COR                        | 3:47,71 |                 |
| 18  | 5     | 8      | Gábor Zombori        | Ungaria                    | 3:47,99 |                 |
| 19  | 5     | 7      | Ji Xinjie            | China                      | 3:48,27 |                 |
| 20  | 4     | 1      | Kieran Bird          | Marea Britanie             | 3:48,55 |                 |
| 21  | 3     | 3      | Henrik Christiansen  | Norvegia                   | 3:48,88 |                 |
| 22  | 5     | 3      | Martin Malyutin      | COR                        | 3:49,49 |                 |
| 23  | 3     | 2      | Zac Reid             | Noua Zeelandă              | 3:49,85 |                 |
| 24  | 2     | 3      | Martin Bau           | Slovenia                   | 3:52,56 |                 |
| 25  | 2     | 2      | Joaquín Vargas       | Peru                       | 3:52,94 |                 |
| 26  | 3     | 8      | Lee Ho-joon          | Coreea de Sud              | 3:53,23 |                 |
| 27  | 1     | 5      | Eduardo Cisternas    | Chile                      | 3:54,10 |                 |
| 28  | 3     | 6      | David Aubry          | Franța                     | 3:55,01 |                 |
| 29  | 2     | 6      | Aflah Fadlan Prawira | Indonezia                  | 3:55,08 |                 |
| 30  | 2     | 7      | Wesley Roberts       | Insulele Cook              | 3:55,65 |                 |
| 31  | 1     | 4      | Igor Mogne           | Mozambic                   | 3:56,56 |                 |
| 32  | 1     | 3      | Irakli Revishvili    | Georgia                    | 3:57,49 |                 |
| 33  | 2     | 5      | Welson Sim           | Malaezia                   | 3:58,25 |                 |
| 34  | 2     | 8      | Alex Sobers          | Barbados                   | 3:59,14 |                 |
| 35  | 2     | 1      | James Freeman        | Botswana                   | 4:03,10 |                 |
| 36  | 1     | 6      | Filip Derkoski       | Macedonia                  | 4:03,34 |                 |

### Finala
| Loc | Culoar | Sportiv             | Țară                       | Timp    | Note |
| --- | ------ | ------------------- | -------------------------- | ------- | ---- |
| 1   | 8      | Ahmed Hafnaoui      | Tunisia                    | 3:43,36 |      |
| 2   | 2      | Jack McLoughlin     | Australia                  | 3:43,52 |      |
| 3   | 7      | Kieran Smith        | Statele Unite ale Americii | 3:43,94 |      |
| 4   | 4      | Henning Mühlleitner | Germania                   | 3:44,07 |      |
| 4   | 5      | Felix Auböck        | Austria                    | 3:44,07 |      |
| 6   | 3      | Gabriele Detti      | Italia                     | 3:44,88 |      |
| 7   | 6      | Elijah Winnington   | Australia                  | 3:45,20 |      |
| 8   | 1      | Jake Mitchell       | Statele Unite ale Americii | 3:45,39 |      |